# 水野一晴
水野 一晴（みずの かずはる、1958年- ）は、日本の自然地理学者、京都大学名誉教授。
名古屋市生まれ。1982年名古屋大学文学部地理学科卒。1985年北海道大学大学院環境科学研究科修士課程修了、1990年東京都立大学 大学院理学研究科地理学専攻博士課程修了、「日本の高山植生の立地環境に関する研究」で理学博士。
1996年11月京都大学人間環境学研究科アフリカ地域研究専攻助教授、98年同アジア・アフリカ地域研究研究科助教授、2015年同文学研究科地理学専修教授。
河合塾で教壇に立っていたことがあり、人気講師として知られた。

## 著書
- 『高山植物と「お花畑」の科学』古今書院 1999
- 『ひとりぼっちの海外調査』文芸社 2005
- 『神秘の大地、アルナチャル アッサム・ヒマラヤの自然とチベット人の社会』昭和堂 2012（2014年度日本地理学会賞【優秀著作部門】受賞）
- 『自然のしくみがわかる地理学入門 －「なぜ」がわかる地理学講義－』ベレ出版 2015
- 『Himalayan Nature and Tibetan Buddhist Culture in Arunachal Pradesh, India: A Study of Monpa』(L. Tenpaと共著）Springer 2015
- 『人間の営みがわかる地理学入門 －「なぜ」がわかる地理学講義－』ベレ出版 2016
- 『気候変動で読む地球史－限界地帯の自然と植生から－』（NHKブックス1240）NHK出版 2016
- 『世界がわかる地理学入門－気候・地形・動植物と人間生活』（ちくま新書1314）筑摩書房 2018
- 『世界と日本の地理の謎を解く』PHP研究所〈PHP新書〉、2021年5月。ISBN 978-4-569-84948-5。
- 『自然のしくみがわかる地理学入門』KADOKAWA〈角川ソフィア文庫〉、2021年6月。ISBN 978-4-04-400647-1。
- 『人間の営みがわかる地理学入門』KADOKAWA〈角川ソフィア文庫〉、2022年6月。ISBN 978-4-04-400706-5。
- 『地理学者、発見と出会いを求めて世界を行く！』筑摩書房 [ちくま文庫]、2023年2月。ISBN 978-4-480-43805-8。
- 『京大地理学者、なにを調べに辺境へ？　世界の自然・文化に迫る「実録・フィールドワーク」』ベレ出版、2024年4月。ISBN 978-4-86064-763-6。

### 編著
- 『植生環境学－植物の生育環境の謎を解く』編 古今書院 2001
- 『アフリカ自然学』編 古今書院 2005
- 『アンデス自然学』編 古今書院 2016
- 『ナミビアを知るための53章』編（永原陽子と共編） 明石書店 2016
- 『朽木谷の自然と社会の変容』編（藤岡悠一郎と共編）海青社 2019
- 『Glaciers, Nature, Water, and Local Community in Mount Kenya』編 (Y. Otaniと共編）Springer 2022

### 監修
- 『世界基準の教養 for ティーンズ はじめての地理学』 河出書房新社 2004

## 論文
- 水野一晴